# Guala (vescovo di Savona)
Guala (Asti, ... – Savona, 1199) è stato un vescovo cattolico italiano.
Guala o Valla del Castelletto è stato prevosto della Collegiata di San Secondo di Asti, poi arciprete della Cattedrale di Asti. Non si hanno notizie relative all'attività di questo vescovo data la brevità del suo episcopato. Egli infatti rimase in carica solo per circa un anno, morendo poco tempo dopo la sua consacrazione.